# 海丰农场
33°19′33″N 120°33′58″E / 33.325767°N 120.566069°E
光明食品集团上海市海丰农场有限公司（前称上海市海丰农场，简称海丰农场）是中华人民共和国上海市在江苏省的一块飞地，位于江苏省盐城市大丰区东北部，曾是上海农场的一部分。1968年10月，第一批上海知青来到这里开始劳动生产。截至到20世纪80年代，农场前后共接纳了8万名上海知青。目前有五十万多亩。